# ریچارد ژیگموندی

ریچارد آدولف ژیگموندی (به آلمانی: Richard Adolf Zsigmondy) ‏(۱ آوریل ۱۸۶۵ - ۲۳ سپتامبر ۱۹۲۹) شیمیدان اتریشی و برنده جایزه نوبل شیمی است. سال ۱۹۲۵ به خاطر پژوهش‌هایش در شیمی کلوییدی جایزه نوبل شیمی به او اهدا شد. دهانه‌ای به نام ژیگموندی به افتخار او در ماه نام گذاری شده‌است.